# 松平乗利
松平 乗利（まつだいら のりとし）は、江戸時代後期の大名。三河国奥殿藩7代藩主。真次流大給松平家10代。官位は従五位下・石見守。

## 生涯
文化8年（1811年）3月18日、6代藩主・松平乗羨の長男として江戸で誕生した。文政10年（1827年）10月16日、父の死去により家督を継ぐ。文政11年（1828年）10月1日、11代将軍・徳川家斉に拝謁する。同年12月16日、従五位下・石見守に叙位・任官する。幕命により日光祭祀奉行・大坂加番・江戸城御門番役などを歴任した。
藩政では文武を奨励し、藩校・明徳館を設立する。また藩財政の悪化で5ヵ年にわたる倹約令などを出したが効果はなく、天保7年（1836年）9月に三河加茂郡を中心とした加茂一揆が起こっている。しかし天保の大飢饉では万全の備蓄体制を施していたことにより、餓死者を出さなかった。
嘉永5年（1852年）3月5日に隠居する。家督は3月7日に長男の乗謨が継いだ。嘉永7年（1854年）8月27日に死去する。享年44。
一説には乗利は傀儡の藩主であり、実際の藩政は一族の永井尚志（5代藩主松平乗尹の子で、乗利の従叔父にあたる）によって行なわれていたとされている。

## 系譜
父母
- 松平乗羨（父）
- 池田政恭の養女（母）

正室
- 松平乗全の娘

子女
- 松平乗謨（長男）
- 松平窈子 - 水野勝任の正室